# デュコール・ホテル
デュコール・ホテル（Ducor Hotel）は、西アフリカのリベリアの首都モンロビアにある廃墟と化した高級ホテル。

## 概要
1960年にリベリアの首都モンロビアにあるデュコールヒルの丘にインターコンチネンタルホテルズグループによる「デュコール・パレス・ホテル」（Ducor Palace Hotel）の名のアフリカ初の高級ホテルが建てられた。モンロビアにホテルが殆どなくリベリア政府が政府高官の出張のためにアフリカの観光開放を目的に泊まれるホテルの為に建設された。
ホテルはルーマニア及びイスラエル出身の建築家及び不動産開発業者及び実業家モーシェ・メイヤーにより建設・設計された。メイヤーが初めて手掛けたホテルの建造物であり、このホテル建設以降、メイヤーはアフリカ各国の高級ホテル建設やイスラエルのテルアビブで高層ビルや住宅用宮殿などを建設していってテルアビブで知られた建築家となっていった。またデュコール・ホテルはイスラエル資本初の国内外での国際的なホテルの建設でもあった。またオーストリアの建築家アドルフ・ホッホとドイツのアートディレクター及び建築家ハインツ・フェンシェルら著名な建築家もホテルの設計に参加した。
当時の最新式のテニスコートやプールなどを完備し、スタイリッシュな近代建築のホテルで8階建てでエアコン付きの106の客室があり、世界中の一流シェフが振る舞うフランス料理など提供するレストランがあった。またホテルの敷地にはリベリア初代大統領J・J・ロバーツのモニュメント銅像がある。リベリア初の国際的なホテルであり、コートジボワールやガーナなどからの富裕層の観光客やリベリアにやってくるアメリカやヨーロッパやアジアなど各国の富裕層の観光客や外交官や大企業の社長から人気があり、長年に渡り数少ないアフリカ唯一の5つ星ホテルであった。
ホテルの開業式が行われた時にはギニアのセク・トゥーレ大統領やイスラエルの外務大臣ゴルダ・メイアなど始め各国の政府高官の要人がホテルの開業式に出席した。1962年にインターコンチネンタルホテルズグループによりホテルの営業が引き継がれ「デュコール・インターコンチネンタル・ホテル」と名前を変えた。コートジボワールのフェリックス・ウフェ＝ボワニ大統領はこのホテルに滞在した時、ホテルに感銘を受け、デュコール・ホテルの建設・設計をしたメイヤーに首都アビジャンにデュコール・ホテルと同じ規模の高級ホテルの建設を依頼し、メイヤーは1963年にアビジャンに「ホテル・イヴォワール」を建設している。ウガンダのイディ・アミンはホテル滞在中に銃を持ったまま、プールで泳いだとも噂されている。
1975年の世界銀行のリベリアに関する報告書では、このホテルは「かなり荒廃している」と指摘されており、政府が改装を計画していることが記されている。1979年にモンロビアで開催されたアフリカ統一機構の会議で数人が部屋を予約している。
1980年代に入るとリベリアの政情が不安定化し始めるがホテルは営業していた。しかし1989年にリベリア内戦が勃発するとホテルは閉鎖された。内戦中、ホテルは暫定政府が安全確保のため管理しホテルに居住していた。
しかし、政府関係者が立てこもっているホテルにリベリア国民愛国戦線(NPFL)の軍がホテルを取り囲みホテルから政府関係者が排除され、ホテルはリベリア国民愛国戦線の支配下に置かれた。政府のホテルの管理が殆ど無くなった後、多くのモンロビアに押し寄せスラム街に住んでいた難民の人々がホテルを不法占拠し空き部屋を住処として利用するようになった。荒廃が進み不法占拠者達によりホテルは略奪や破壊など被害を受け、ホテルは廃墟となり不法占拠者の住処と化していた。
内戦終了後の2007年頃から、リベリア政府は廃墟となったホテルを新しく修復・再生しようとデュコール・ホテルのリノベーション計画を示した。ホテルの修復の為、ホテルに住み着いていた不法占拠者を立ち退かせ、立ち入り禁止にした。2008年にリビア政府がホテルの修復計画の支援に乗り出し、リベリア政府と契約を結び、デュコール・ホテルをリビアアフリカ投資会社（LAICO）に譲渡した。2010年にリビアアフリカ投資会社（LAICO）によりホテルの瓦礫の撤去を開始し、イタリアの設計事務所セラピオーニが修復改装した場合の新しいデュコール・ホテルの姿をCGで作成。しかし何度も修復計画が延期され、ついにリビア内戦の影響で、ホテルの再生支援に乗り出していたカダフィー大佐が死亡した。リビア政府と国交断絶により、最終的にリビア政府のデュコール・ホテルの修復計画が挫折に終わってしまった。しかし、その後も現在に至るまでモンロビア市民の間ではデュコール・ホテルの復活を望む声がある。